# Jérémy Perbet
Jérémy Perbet (Le Puy-en-Velay, 12 december 1984) is een Franse voetballer die bij voorkeur als aanvaller speelt.

## Carrière

### Begin profcarrière
In 2003 begon hij zijn profcarrière bij Clermont Foot dat toen in de Ligue 2 uitkwam. Hij speelde er uiteindelijk tot 2005 en hij kwam aan 60 wedstrijden en 9 goals. In 2005 stapte hij over naar AS Moulins dat uitkwam in de Championnat de France amateur. Hij speelde hier een geweldig seizoen en scoorde 23 goals in 31 wedstrijden. Door zijn goede seizoen kreeg hij een transfer naar RC Strasbourg dat toen uitkwam in de Ligue 1. Hij speelde er tot de winterstop 7 wedstrijden en scoorde 1 goal. Na de winterstop werd hij voor een half seizoen uitgeleend aan het Belgische Sporting Charleroi. Hij scoorde in dat half seizoen 6 doelpunten in 13 wedstrijden. In 2007 werd hij definitief verkocht aan de Franse tweedeklasser SCO Angers. Hij kwam in dat seizoen maar aan 10 wedstrijden zonder goals.

### AFC Tubize
In 2008 vertrok hij opnieuw naar België waar hij voor de toenmalige promovendus AFC Tubize ging spelen. Hij speelde hier een zeer goed jaar en scoorde 13 goals in 31 wedstrijden. Hij was hiermee achtste in de topschutterstand samen met Mbaye Leye van KAA Gent. Ondanks dit kon hij Tubize niet in eerste klasse houden en degradeerde hij met de club naar tweede klasse. Het seizoen daarna speelde hij nog een half seizoen in tweede klasse met de club waarin hij 16 wedstrijden speelde en 12 goals maakte. In de winterstop gaf hij aan dat hij wou vertrekken.

### Lokeren en Bergen
Alhoewel hij een mondeling akkoord had met STVV om er vanaf juli 2010 te voetballen tekende hij op 7 januari 2010 een contract van 2,5 jaar bij Sporting Lokeren. Perbet brak die belofte omdat hij bij Lokeren al in januari aan de slag mocht gaan. Zijn transfer naar Lokeren werd echter een flop. Na een jaar wordt hij voor zes maanden uitgeleend aan RAEC Mons, waar hij aan de lopende band scoorde. Op het einde van het seizoen wordt hij definitief verkocht aan Bergen, waar hij met 22 doelpunten topschutter wordt. In 2011 participeerde hij actief in de heropleving van RAEC Mons in de Jupiler Pro League door veertien doelpunten te maken.
In het seizoen 2011/2012 barstte hij plots los, door 25 doelpunten te maken in 29 wedstrijden van het kampioenschap. Hiermee vestigde hij het record van het aantal gemaakte doelpunten door een Fransman in de Jupiler Pro League, dat sedert 1986 in handen was van Jean-Pierre Papin met (20 doelpunten). Dankzij deze prestatie werd hij gekozen tot beste speler van de Belgische competitie.

### Villarreal CF
Op 26 januari 2013 verhuurde RAEC Mons Perbet tot het einde van het seizoen aan de Spaanse tweedeklasser Villarreal CF met een optie dat als Villarreal naar de Primera División promoveert hij definitief vertrekt. Bij zijn debuut voor Villarreal CF op 9 februari 2013 maakte hij twee doelpunten tegen SD Ponferradina. Hij werd uiteindelijk kampioen met Villarreal en promoveerde zo naar de Primera División. Hij kon dus een definitief contract tekenen bij de club.

### Istanbul Başakşehir
In juli 2014 tekende Perbet een contract bij Istanbul Başakşehir.

### Sporting Charleroi
Na één seizoen bij Istanbul Başakşehir leende de club hem uit aan Sporting Charleroi. Zo keerde hij na twee en een half seizoen terug naar de Belgische competitie. Hij werd er opnieuw topschutter met 22 doelpunten.

### KAA Gent
Op 29 juni 2016 tekende Perbet een contract voor drie seizoenen bij KAA Gent. Perbet was de maker van de 2-2 in een historische kwalificatie tegen de Engelse topclub Tottenham.

### RFC Luik
In april 2021 ondertekende de 36-jarige Perbet een contract voor twee seizoenen bij RFC Luik. Een maand later gaf Perbet in een interview toe dat hij tijdens zijn OHL-periode heel even overwoog te stoppen, maar dat hij uiteindelijk liever niet met een negatieve noot wilde eindigen. Bij zijn officiële debuut – een bekerwedstrijd tegen JS Taminoise – scoorde Perbet meteen een hattrick. De Fransman werd in de 65e minuut naar de kant gehaald voor Michael Lallemand, die vijf minuten later de 1-5-eindstand vastlegde. Vier dagen later was Perbet opnieuw belangrijk in de Beker van België: in de vierde ronde scoorde hij met een afstandsschot het enige doelpunt van de wedstrijd tegen Royal Olympic Club de Charleroi, weliswaar pas tijdens de verlengingen. Aan het einde van het seizoen 2021/22 werd hij topschutter in eerste nationale met een totaal van 24 doelpunten. Het seizoen erop bleef hij bij Luik en wist met de ploeg promotie naar de tweede klasse af te dwingen maar hij koos ervoor om de club te verlaten en zijn laatste contractjaar niet uit te doen. Hij wist wel met 31 doelpunten opnieuw de topschutterstitel te winnen.

### Winkel Sport
Hij tekende in mei 2023 een driejarig contract bij Sint-Eloois-Winkel Sport.

## Statistieken
| Seizoen         | Club                 | Land               | Competitie                    | Competitie | Competitie | Play-offs | Play-offs | Beker | Beker | Europees | Europees | Totaal | Totaal |
| Seizoen         | Club                 | Land               | Competitie                    | Wed.       | Dlp.       | Wed.      | Dlp.      | Wed.  | Dlp.  | Wed.     | Dlp.     | Wed.   | Dlp.   |
| --------------- | -------------------- | ------------------ | ----------------------------- | ---------- | ---------- | --------- | --------- | ----- | ----- | -------- | -------- | ------ | ------ |
| 2003/04         | Clermont Foot        | Vlag van Frankrijk | Ligue 2                       | 26         | 4          | —         | —         | 1     | 0     | —        | —        | 27     | 4      |
| 2004/05         | Clermont Foot        | Vlag van Frankrijk | Ligue 2                       | 32         | 5          | —         | —         | 7     | 0     | —        | —        | 39     | 5      |
| 2005/06         | AS Moulins           | Vlag van Frankrijk | Championnat de France amateur | 31         | 23         | —         | —         | 0     | 0     | —        | —        | 31     | 23     |
| 2006/07         | RC Strasbourg        | Vlag van Frankrijk | Ligue 1                       | 7          | 1          | —         | —         | 0     | 0     | —        | —        | 7      | 1      |
| 2006/07         | → Sporting Charleroi | Vlag van België    | Jupiler League                | 13         | 6          | —         | —         | 0     | 0     | —        | —        | 13     | 6      |
| 2007/08         | SCO Angers           | Vlag van Frankrijk | Ligue 2                       | 10         | 0          | —         | —         | 0     | 0     | —        | —        | 10     | 0      |
| 2008/09         | AFC Tubize           | Vlag van België    | Jupiler Pro League            | 31         | 13         | —         | —         | ?     | ?     | —        | —        | 31     | 13     |
| 2009/10         | AFC Tubize           | Vlag van België    | Exqi League                   | 16         | 12         | —         | —         | 1     | 0     | —        | —        | 17     | 12     |
| 2009/10         | Sporting Lokeren     | Vlag van België    | Jupiler Pro League            | 5          | 0          | 4         | 1         | 0     | 0     | —        | —        | 9      | 1      |
| 2010/11         | Sporting Lokeren     | Vlag van België    | Jupiler Pro League            | 2          | 0          | 0         | 0         | 1     | 0     | —        | —        | 3      | 0      |
| 2010/11         | → RAEC Mons          | Vlag van België    | Exqi League                   | 21         | 21         | 1         | 0         | 0     | 0     | —        | —        | 22     | 21     |
| 2011/12         | RAEC Mons            | Vlag van België    | Jupiler Pro League            | 29         | 25         | 7         | 3         | 4     | 4     | —        | —        | 40     | 32     |
| 2012/13         | RAEC Mons            | Vlag van België    | Jupiler Pro League            | 21         | 12         | 0         | 0         | 2     | 3     | —        | —        | 23     | 15     |
| 2012/13         | → Villarreal CF      | Vlag van Spanje    | Segunda División A            | 18         | 11         | —         | —         | 0     | 0     | —        | —        | 18     | 11     |
| 2013/14         | Villarreal CF        | Vlag van Spanje    | Primera División              | 26         | 10         | —         | —         | 4     | 1     | —        | —        | 30     | 11     |
| 2014/15         | Istanbul Başakşehir  | Vlag van Turkije   | TFF 1. Lig                    | 22         | 4          | —         | —         | 5     | 1     | —        | —        | 27     | 5      |
| 2015/16         | → Sporting Charleroi | Vlag van België    | Jupiler Pro League            | 28         | 23         | 0         | 0         | 2     | 1     | —        | —        | 30     | 24     |
| 2016/17         | KAA Gent             | Vlag van België    | Jupiler Pro League            | 27         | 10         | 0         | 0         | 2     | 2     | 14       | 4        | 43     | 16     |
| 2017/18         | Club Brugge          | Vlag van België    | Jupiler Pro League            | 0          | 0          | 0         | 0         | 0     | 0     | 1        | 0        | 1      | 0      |
| 2017/18         | → KV Kortrijk        | Vlag van België    | Jupiler Pro League            | 22         | 7          | 5         | 2         | 5     | 3     | —        | —        | 32     | 12     |
| 2018/19         | Sporting Charleroi   | Vlag van België    | Jupiler Pro League            | 26         | 5          | 11        | 3         | 2     | 0     | —        | —        | 39     | 8      |
| 2019/20         | Sporting Charleroi   | Vlag van België    | Jupiler Pro League            | 3          | 1          | 0         | 0         | 0     | 0     | —        | —        | 3      | 1      |
| 2019/20         | → OH Leuven          | Vlag van België    | Eerste klasse B               | 20         | 6          | 1         | 0         | 1     | 0     | —        | —        | 22     | 6      |
| 2020/21         | → OH Leuven          | Vlag van België    | Jupiler Pro League            | 2          | 0          | 0         | 0         | 0     | 0     | 0        | 0        | 2      | 0      |
| 2021/22         | RFC Luik             | Vlag van België    | Eerste nationale              | 34         | 24         | 0         | 0         | 1     | 0     | —        | —        | 35     | 24     |
| 2022/23         | RFC Luik             | Vlag van België    | Eerste nationale              | 32         | 31         | 0         | 0         | 0     | 0     | —        | —        | 2      | 7      |
| Carrière totaal | Carrière totaal      | Carrière totaal    | Carrière totaal               | 458        | 226        | 17        | 6         | 30    | 15    | 15       | 4        | 520    | 251    |

## Interlandcarrière
Laurent Blanc, de toenmalige bondscoach van het Frans voetbalelftal, noemde Jérémy Perbet als een van de spelers op zijn voorlopige lijst voor het Europees kampioenschap voetbal 2012. Hij zat uiteindelijk niet bij de definitieve selectie.

## Palmares
| Segunda División A | 1x | 2012/13 |

| Individueel                         |    |                  |
| Topschutter Belgische Eerste klasse | 2x | 2011/12, 2015/16 |

## Trivia
- In 2012 stak hij Jean-Pierre Papin voorbij als Fransman met de meeste gescoorde goals in de Belgische eerste klasse.[10]
- Op 8 mei 2018 maakte Jérémy Perbet zijn honderdste doelpunt in de Belgische eerste klasse. Dit in het shirt van KV Kortrijk tegen Oud-Heverlee Leuven.[11]
- Perbet was als kind fan van Olympique Marseille.[12]